# جزيرة سانت لورانس
جزيرة سانت لورانس (بالإنجليزية: St. Lawrence Island)‏ تقع في غرب ألاسكا في بحر بيرنغ. 
تقع قرية غامبل على الطرف الشمالي الغربي من الجزيرة على بعد 58 كم من شبه جزيرة تشوكتش في أقصى شرق روسيا.
الجزيرة جزء من ألاسكا لكنها أقرب إلى روسيا منها إلى بر ألاسكا.
ويعتقد أن جزيرة سانت لورانس هي آخر ما تبقى من الجسر البري بين آسيا وأمريكا الشمالية الذي ربط بينهما في الماضي خلال العصر البلاستوسيني.
وهي سادس أكبر جزيرة في الولايات المتحدة، ورقم 113 في العالم، وهي جزء من إقليم بحر بيرنغ البركاني.
بلغ عدد سكانها 1292 في إحصاء عام 2000. ومساحتها 4640 كم مربع. طولها 140 كم وعرضها من 13 إلى 36 كم.